# Gaius Macrinius Decianus
Gaius Macrinius Decianus († nach 260) war ein römischer Statthalter unter den Kaisern Valerian und Gallienus.
Macrinius Decianus, der eventuell gallischer Herkunft war, bekleidete nacheinander die Einstiegsämter des alten cursus honorum, die Quästur, die Ädilität und das Prätorenamt. Danach wurde er zuerst in der Provinz Numidia, darauf in Noricum proprätorischer Statthalter.
Er konnte im Jahre 259/260 einen Einfall maurischer Völker nach Numidien abwehren und so die römische Herrschaft in Nordafrika sichern. Das Konsulat erreichte Macrinius Decianus nicht mehr.